# Nina Pirnat
Nina Pirnat, slovenska epidemiologinja in političarka, *29. marec 1965.
Leta 1990 je zaključila študij na Medicinski fakulteti Univerze v Ljubljani. Specializirala se je iz epidemiologije ter opravila podiplomski študij hospitalne higiene. Je prejemnica Prešernove nagrade za raziskovalno delo.
Leta 2002 je postala predstojnica Centra za higieno in zdravstveno ekologijo na Zavodu za zdravstveno varstvo v Ljubljani, najprej v epidemiološki ambulanti in ambulanti za potnike, kasneje pa kot vodja dejavnosti za epidemiologijo nalezljivih bolezni. 2004 pa je bila imenovana za svetovalko direktorja na Nacionalnem inštitutu za varovanje zdravja RS. Pozneje je na inštitutu vodila enoto za nabavo in distribucijo zdravil. V času predsedovanja Slovenije Svetu EU 2008 je opravljala funkcijo v. d. direktorice. Od leta 2014 je na Ministrstvu za zdravje RS pod vodstvom Tomaža Gantarja in Alenke Trop Skaza opravljala funkcijo državne sekretarke.
Aprila 2014 je bila po odstopu Alenke Trop Skaza v vladi Alenke Bratušek najresnejša kandidatka za zdravstveno ministrico. Ker je Pirnatova vidna članica Socialnih demokratov, zdravstveni resor pa je po kolektivni pogodbi pripadal Pozitivni Sloveniji, ni bila imenovana, vodenje ministrstva je do konca mandata prevzela predsednica vlade.
V letu 2017 pa se je zaposlila na Zavodu za zdravstveno zavarovanje Slovenije (ZZZS) kot direktorica na področju pravic in medicinskih pripomočkov. 7. marca 2018 jo je vlada Mira Cerarja imenovala za direktorico Nacionalnega inštituta za varovanje zdravja RS (NIJZ).
Kot direktorica se je širši javnosti izpostavila v prvih dneh pandemije koronavirusne bolezni 2019 v Sloveniji, ko je koordinacijo aktivnosti vodil Nacionalni inštitut za varovanje zdravja.
Njeno vodenje aktivnosti ob začetku pandemije je bilo zaradi podcenjevanja in napačnih ocen v delu strokovne in laične javnosti tarča mnogih kritik..
Po razglasitvi epidemije, menjavi vlade in ustanovitvi Kriznega štaba Republike Slovenije za zajezitev in obvladovanje epidemije COVID-19 je bila po svojem odstopu imenovana na mesto vršilke dolžnosti generalne direktorice direktorata za zdravstveno varstvo.